# Amphicoma tesari
Amphicoma tesari es una especie de coleóptero de la familia Glaphyridae.

## Distribución geográfica
Habita en Jiangxi (China).